# Wang Xizhe
Wang Xizhe (王希哲) né en 1948 au Sichuan est un écrivain et critique politique chinois. 

## Biographie
Le 10 novembre 1974, il a affiché publiquement un Dazibao intitulé « À propos de la démocratie et de la légalité sous le socialisme » signé « Li Yizhe » à l'intersection de Zhong Shan Wu Lu et de Beijing Road, Canton, Guangdong. L'article appelait à la démocratie et faisait des suggestions pour le système juridique. Lui et les participants ont ensuite été condamnés à la prison.
Wang Xizhe est emprisonné douze ans de 1981 à 1993 pour ses activités en faveur de la démocratie en Chine. 
Il est l'auteur d'une lettre qu'il cosigne avec Liu Xiaobo publiée le 30 septembre 1996. Ce manifeste demande aux autorités chinoises la réconciliation entre le parti communiste chinois et Guomindang et le dialogue avec le dalaï-lama, alors chef du gouvernement tibétain en exil. Liu Xiaobo sera arrêté et condamné à 3 ans de  « camp de rééducation par le travail ». Pour ne pas être arrêté, Wang Xizhe se réfugie à Hong-kong,. Sa fuite est révélée le 13 octobre. Le 15 octobre, il arrive aux États-Unis où il obtient l'asile politique.